# Fantasma (IRC)
A l'IRC, es produeix una sessió fantasma quan un usuari es desconnecta i el servidor no se n'adona (per exemple, per una penjada de l'ordinador o xarxa de l'usuari). Aquests fantasmes, usuaris que hi queden sense que hi hagi ningú a darrere, ocorren per la implementació del mateix protocol d'IRC, en què algunes desconnexions abruptes poden passar desapercebudes durant minuts.
Les implementacions NickServ normalment inclouen una ordre «GHOST» (fantasma en anglès), que desconnectarà al fantasma, o també a un usuari maliciós, que estigui utilitzant un sobrenom ja registrat.

## Possibles sintaxis
```
/msg nickserv ghost sobrenom contrasenya

/ghost sobrenom contrasenya

/ns ghost sobrenom contrasenya

```